# Uroctea septemnotata
Uroctea septemnotata is een spinnensoort uit de familie van de spiraalspinnen (Oecobiidae).
De wetenschappelijke naam van de soort werd in 1920 gepubliceerd door Richard William Ethelbert Tucker.